# 미란다 프리커

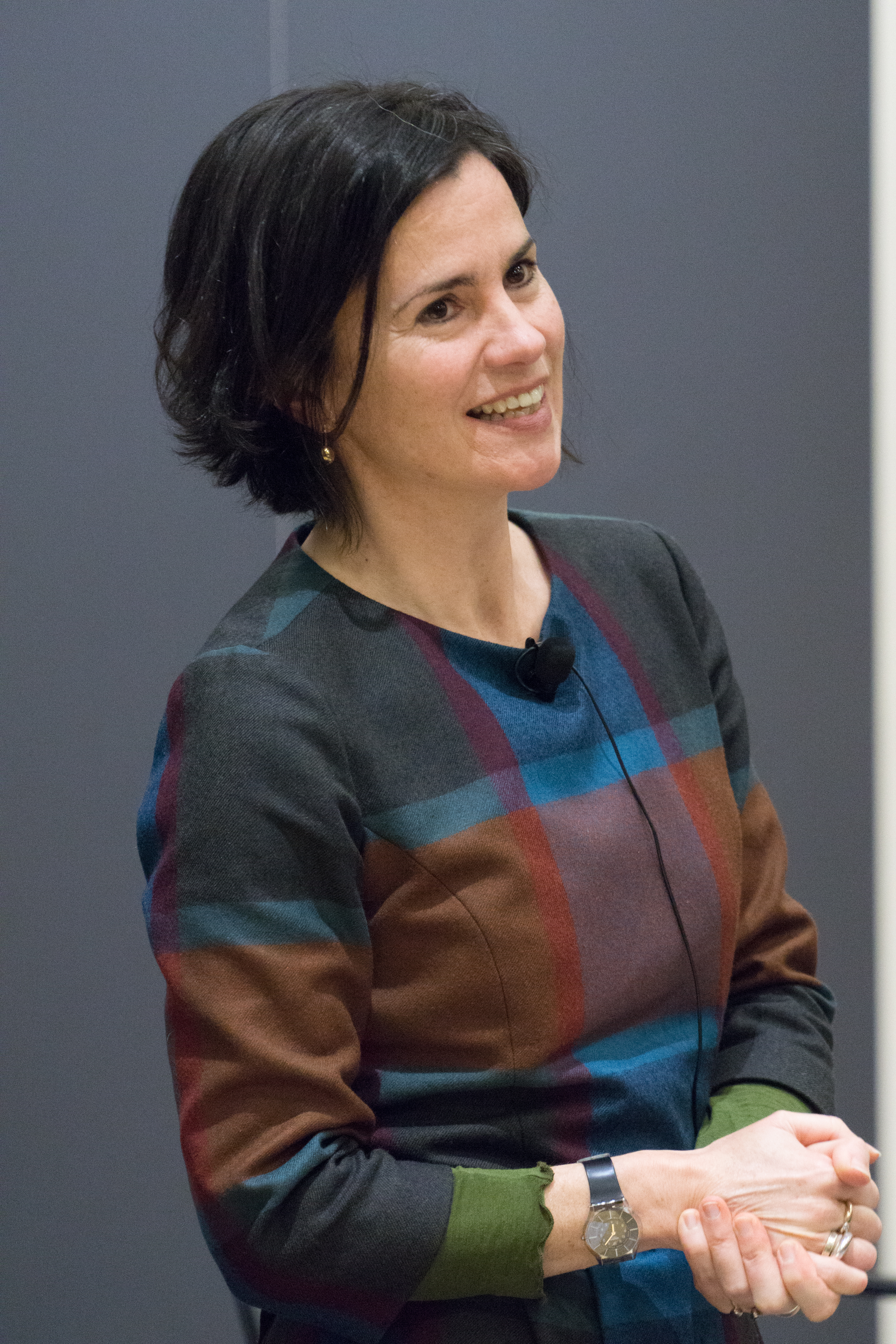

미란다 프리커(Miranda Fricker, 1966년 3월 12일 ~)는 영국 잉글랜드의 여자 철학자이다. 인식적 부정의(認識的 不正義, Epistemic injustice)라는 용어를 만들었다.